# Kokologo
Kokologo este un oraș din departamentul Kokologo, Burkina Faso.